# Odin (Minnesota)
Odin és una població dels Estats Units a l'estat de Minnesota. Segons el cens del 2000 tenia 125 habitants.

## Demografia
Segons el cens del 2000, Odin tenia 125 habitants, 62 habitatges, i 36 famílies. La densitat de població era de 134,1 habitants per km².
Dels 62 habitatges en un 21% hi vivien nens de menys de 18 anys, en un 51,6% hi vivien parelles casades, en un 6,5% dones solteres, i en un 41,9% no eren unitats familiars. En el 40,3% dels habitatges hi vivien persones soles el 24,2% de les quals corresponia a persones de 65 anys o més que vivien soles. El nombre mitjà de persones vivint en cada habitatge era de 2,02 i el nombre mitjà de persones que vivien en cada família era de 2,72.
Per edats la població es repartia de la següent manera: un 22,4% tenia menys de 18 anys, un 4% entre 18 i 24, un 19,2% entre 25 i 44, un 19,2% de 45 a 60 i un 35,2% 65 anys o més.
L'edat mediana era de 48 anys. Per cada 100 dones de 18 o més anys hi havia 79,6 homes.
La renda mediana per habitatge era de 25.625 $ i la renda mediana per família de 36.875 $. Els homes tenien una renda mediana de 25.000 $ mentre que les dones 26.250 $. La renda per capita de la població era de 16.118 $. Entorn del 10,8% de les famílies i el 16,8% de la població estaven per davall del llindar de pobresa.

## Poblacions més properes
El següent diagrama mostra les poblacions més properes.